# Biatlon la Jocurile Olimpice de iarnă din 2022 - ștafetă 4x6 km (feminin)
Proba de biatlon ștafetă 4x6 km feminin de la Jocurile Olimpice de iarnă din 2022 de la Beijing, China a avut loc pe 16 februarie 2022 la Hualindong Ski Resort în districtul Yanqing.

## Program
Orele sunt orele Chinei (ora României + 6 ore).
| Dată         | Ora         | Rundă  |
| ------------ | ----------- | ------ |
| 16 februarie | 15:45–17:15 | Finală |

## Rezultate
Rezultate oficiale.
| Loc | Nr. de concurs | Țară                                                                                      | Timp                                      | Penalizări (C+P)                     | Diferență |
| --- | -------------- | ----------------------------------------------------------------------------------------- | ----------------------------------------- | ------------------------------------ | --------- |
| 1   | 3              | Suedia · Linn Persson · Mona Brorsson · Hanna Öberg · Elvira Öberg                        | 1:11:03,9 17:24,9 17:45,9 17:58,4 17:54,7 | 0+6 0+0 0+1 0+0 0+0 0+1 0+3 0+0 0+1  | —         |
| 2   | 2              | COR Irina Kazakevich Kristina Reztsova Svetlana Mironova Uliana Nigmatullina              | 1:11:15,9 17:41,3 17:02,5 18:38,9 17:53,2 | 1+7 0+1 0+1 0+1 0+0 0+0 1+3 0+0 0+1  | +12,0     |
| 3   | 5              | Germania · Vanessa Voigt · Vanessa Hinz · Franziska Preuß · Denise Herrmann               | 1:11:41,3 17:24,4 18:05,3 18:16,5 17:55,1 | 0+6 0+0 0+0 0+0 0+2 0+1 0+1          | +37,4     |
| 4   | 4              | Norvegia · Karoline Offigstad Knotten · Tiril Eckhoff · Ida Lien · Marte Olsbu Røiseland  | 1:11:54,6 17:38,0 18:59,2 17:47,5 17:29,9 | 2+8 0+0 0+0 0+2 2+3 0+0 0+1 0+1 0+1  | +50,7     |
| 5   | 7              | Italia · Lisa Vittozzi · Dorothea Wierer · Samuela Comola · Federica Sanfilippo           | 1:12:37,0 17:25,9 17:28,6 18:22,1 19:20,4 | 0+5 0+1 0+1 0+0 0+0 0+0 0+1 0+0 0+2  | +1:33,1   |
| 6   | 1              | Franța · Anaïs Bescond · Anaïs Chevalier-Bouchet · Justine Braisaz-Bouchet · Julia Simon  | 1:13:16,9 17:36,9 18:53,4 17:55,1 18:51,5 | 2+10 0+0 0+1 1+3 0+1 0+2 0+0 0+0 1+3 | +2:13,0   |
| 7   | 9              | Ucraina · Iryna Petrenko · Yuliia Dzhima · Anastasiya Merkushyna · Olena Bilosiuk         | 1:14:04,1 17:46,1 19:06,1 18:09,5 19:02,4 | 1+6 0+0 0+0 1+3 0+3 0+0 0+0          | +3:00,2   |
| 8   | 8              | Cehia · Eva Puskarčíková · Markéta Davidová · Jessica Jislová · Lucie Charvátová          | 1:14:06,0 18:20,2 17:40,7 18:49,8 19:15,3 | 1+8 0+0 0+2 0+0 0+1 0+1 0+1 0+0 1+3  | +3:02,1   |
| 9   | 14             | Austria · Dunja Zdouc · Lisa Theresa Hauser · Anna Juppe · Katharina Innerhofer           | 1:15:07,6 18:13,0 18:12,3 19:51,3 18:51,0 | 3+7 0+0 0+0 0+1 0+0 2+3 0+0 0+0 1+3  | +4:03,7   |
| 10  | 16             | Canada · Emma Lunder · Megan Bankes · Emily Dickson · Sarah Beaudry                       | 1:15:34,3 17:45,8 18:29,7 19:39,3 19:39,5 | 0+8 0+1 0+1 0+0 0+3 0+1 0+2 0+0 0+0  | +4:30,4   |
| 11  | 10             | Statele Unite ale Americii · Susan Dunklee · Clare Egan · Deedra Irwin · Joanne Reid      | 1:15:51,3 18:44,8 19:04,1 19:17,1 18:45,3 | 2+9 0+0 0+0 0+2 1+3 0+0 1+3 0+0 0+1  | +4:47,4   |
| 12  | 18             | China · Tang Jialin · Chu Yuanmeng · Ding Yuhuan · Meng Fanqi                             | 1:16:11,5 18:05,2 18:37,9 19:44,2         | 1+5 0+0 0+1 0+0 1+3 0+0 0+0          | +5:07,6   |
| 13  | 6              | Belarus · Iryna Leshchanka · Dzinara Alimbekava · Elena Kruchinkina · Hanna Sola          | 1:16:34,4 17:51,9 18:59,9 20:47,7 18:54,9 | 5+16 0+0 0+2 0+0 1+3 0+3 3+3 0+2 1+3 | +5:30,5   |
| 14  | 15             | Polonia · Monika Hojnisz-Staręga · Kamila Żuk · Kinga Zbylut · Anna Mąka                  | 1:17:12,1 18:06,0 20:04,3 19:33,1 19:28,7 | 1+10 0+2 0+1 1+3 0+1 0+0 0+3 0+0 0+0 | +6:08,2   |
| 15  | 12             | Estonia · Regina Oja · Tuuli Tomingas · Susan Külm · Johanna Talihärm                     | 1 Tur 18:18,9 19:36,8 18:42,6 1 Tur       | 0+1 0+3 0+2 2+3 0+1 0+0 3+3          | +9        |
| 16  | 13             | Finlanda · Suvi Minkkinen · Mari Eder · Erika Jänkä · Nastassia Kinnunen                  | 1 Tur 19:15,2 17:39,3 21:11,6 1 Tur       | 0+0 0+0 0+1 2+3 0+2                  | +9        |
| 17  | 17             | Japonia · Fuyuko Tachizaki · Sari Maeda · Asuka Hachisuka · Yurie Tanaka                  | 1 Tur 17:55,9 19:01,8 21:16,4 1 Tur       | 0+1 0+2 0+0 0+3 0+0 2+3 0+3          | +9        |
| 18  | 20             | Bulgaria · Milena Todorova · Maria Zdravkova · Lora Hristova · Daniela Kadeva             | 1 Tur 17:36,7 21:04,7 1 Tur               | 0+1 0+1 0+0 1+3 0+1 0+1              | +9        |
| 19  | 19             | Slovacia · Ivona Fialková · Henrieta Horvátová · Veronika Machyniaková · Paulína Fialková | 1 Tur 17:43,0 20:10,2 1 Tur               | 0+1 0+2 0+3 0+2 2+3 0+1              | +9        |
| 20  | 11             | Elveția · Irene Cadurisch · Lena Häcki · Selina Gasparin · Amy Baserga                    | NT                                        | 0+2 0+1                              | +9        |